# الموج (مستوطنة)
الموج (بالعبرية: אַלְמוֹג) (بالإنجليزية: Almog)‏ كيبوتس استيطاني إسرائيلي، أُقيم في عام 1977 في غور الأردن على أراضي بلدة النبي موسى في محافظة أريحا. يقع إداريًا ضمن اختصاص مجلس البحر الميت الإقليمي، وبلغ عدد سكانه نحو 253 مستوطنًا في عام 2018.

## التسمية
كان اسمها في البداية كاليا ب عندما كانت ناحال، ثم عندما حُولت إلى مستوطنة دائمة أُطلق عليها اسم الموج، وذلك نسبةً إلى يهودا الموج الذي كان من طلائع المستوطنين الإسرائيليين في منطقة البحر الميت، والذين أعدوا كيبوتسًا زراعيًا.

## التاريخ
صادرت السلطات الإسرائيلية وفقًا لمعهد الأبحاث التطبيقية – القدس (أريج) في عام 1977 حوالي 524 دونمًا من أراضي بلدة النبي موسى الفلسطينية في محافظة أريحا لصالح إقامة المستوطنة.
تأسست المستوطنة في البداية في عام 1977 كمستوطنة ناحال ثم أصبحت في عام 1979 كيبوتس.

## الجغرافيا
تبلغ المساحة الكلية للمستوطنة حوالي 397 دونمًا. وقد بلغت مساحتها الهيكلية حتى عام 1997 حوالي 51 دونمًا؛ ارتفعت في عام 2014 إلى حوالي 107 دونمات. بلغت مساحة النفوذ الأمني للمستوطنة حوالي 20,116 دونمًا حتى عام 2014.

## السكان
بلغ عدد سكانها حتى نهاية العام 1997 حوالي 152 مستوطنًا؛ فيما بلغ عدد سكانها حتى نهاية عام 2013 حوالي 197 مستوطنًا. بلغ عدد السكان نحو 253 مستوطنًا في عام 2018.

## الوضع القانوني
يعتبر المجتمع الدولي المستوطنات الإسرائيلية في الضفة الغربية غير قانونية بموجب القانون الدولي، لكن الحكومة الإسرائيلية تعارض ذلك.